# Onkel Morfar
 Onkel Morfar er en fiktiv person og skurk i filmen Hannibal og Jerry fra 1997, han spilles af Steen Rasmussen.
Han er en legetøjs fabrikant for Onkel Morfars Toys, og sælger legetøj til børn.
Han er meget selvglad og jager rundt med sin bror Morbror Harry som han nedgraderer til ismand for Onkel Morfar Ice Cream, da han ikke er tilfreds med hans indsats. 
Da han får nys om at Hannibals hund Jerry kan tale, får han sin bror Morbror Harry til at kidnappe den, så han kan bruge den i sin nye legetøjsproduktion Jerry den talende hund.